# Єжи Піхельський
Є́жи Піхе́льський (пол. Jerzy Pichelski; нар. 27 листопада 1903, Саратов, Російська імперія — пом. 5 вересня 1963, Варшава, Польща) — польський актор театру та кіно.

## Біографія
Єжи Піхельський народився 27 листопада 1903 року в Саратові, Російська імперія. У 1929 році закінчив Драматичне відділення Варшавської консерваторії після чого до 1939 року грав на сценах театрів у Варшаві та Вільнюсі.
На початку 1930-х років Єжи Піхельський дебютував у кіно та був одним з найпопулярніших довоєнних кінематографічних коханців. Початок Другої світової війни завадив йому поїхати до Голлівуду для підписання контракту. Брав участь в обороні Варшави у вересні 1939 року, потім входив до лав Армії Крайової, виступав також у відкритих театрах Варшави.
Після війни Піхельський виступав у 1945 році в Муніципальному театрі в Любліні. У 1946-48 він грав на сцені Театру Сирена і Театру Оса в Лодзі. З 1948 по 1950 рік — у Польському театрі у Варшаві, в 1950—1957 роках грав у Театрі польської армії, з 1957 до своєї смерті знову в Польському театрі.
З 1952 року Піхельський виступав також у постановках «Театру Польського радіо» (пол. Teatr Polskiego Radia).
Єжи Піхелський помер раптово 5 вересня 1963 у Варшаві під час репетиції в театрі. Похований на Повонзківському цвинтарі.

## Фільмографія

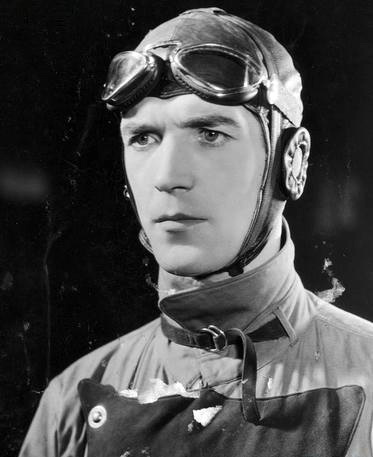
Є. Піхельський у фільмі Шпигун у масці (1933)

| Рік  | Назва українською        | Оригінальна назва          | Роль                                 |
| ---- | ------------------------ | -------------------------- | ------------------------------------ |
| 1933 | Шпигун у масці           | Szpieg w masce             | Єжи Скальський                       |
| 1938 | Костюшко під Рацлавіцами | Kosciuszko pod Raclawicami | капітан кавалерії Казимеж Брохацький |
| 1938 | Люди Вісли               | Ludzie Wisly               | Олексій Воронов                      |
| 1938 | Остання бригада          | Ostatnia brygada           | Зегота                               |
| 1938 | Кордон                   | Granica                    | Зенон Зембевич                       |
| 1938 | Флоріан                  | Florian                    | Альфред Рупейко                      |
| 1938 | Без провини винні        | Za winy niepopelnione      | Ян Лещиц                             |
| 1939 | Три серця                | Trzy serca                 | Мацек Туницький / Мацек Курдо        |
| 1939 | Білий негр               | Bialy Murzyn               | Антоні                               |
| 1939 | Над Неманом              | Nad Niemnem                |                                      |
| 1939 | Крізь сльози до щастя    | Przez lzy do szczescia     |                                      |
| 1948 | Погранична вулиця        | Ulica Graniczna            | Казімеж Войтан                       |
| 1955 | Підгале у вогні          | Podhale w ogniu            | Летвоський                           |
| 1958 | Замах                    | Zamach                     | доктор «Макс»                        |
| 1959 | Льотна                   | Lotna                      | капітан кавалерії Ходакевич          |
| 1959 | Тисяча талерів           | Tysiac talarów             | директор Слова                       |
| 1959 | Косооке щастя            | Zezowate szczescie         | майор Врона-Вронський                |
| 1960 | Хрестоносці              | Krzyzacy                   | Повала з Тачова                      |
| 1963 | Далека дорога            | Daleka jest droga          |                                      |